# The Ritz (commedia)
The Ritz è una commedia di Terrence McNally, rappresentata per la prima volta all'Università Yale nel 1974.

## Trama
La farsa è ambientata in una sauna gay di Manhattan, in cui Gaetano Proclo (un uomo d'affari etero di Cleveland) si rifugia per salvarsi dalla furia omicida di Carmine Vespucci, il cognato mafioso. Nella sauna, Gaetano incontra una serie di personaggi particolari, tra cui giovani prostituti, attempati gay con una cotta per lui e, soprattutto, Googie Gomez. Googie è un'attricetta portoricana che, nonostante lo scarso talento, sogna Broadway e, avendo scambiato Gaetano per un produttore, cerca di sedurlo; Proclo invece non ha capito che Googie è una donna, ma la considera una drag queen. La situazione si complica ulteriormente quando Vivian, la moglie di Gaetano, scopre dove si è nascosto il marito e salta a delle conclusione affrettata sulla sessualità dell'uomo.

## Produzioni
La commedia debuttò al Yale Repertory Theatre di Yale - dove McNally insegnava drammaturgia - con il titolo di The Tubs. Ribattezzata The Ritz, la piece debuttò a Broadway l'anno successivo, al Longacre Theatre con repliche dal 3 gennaio 1975; The Ritz si rivelò un grande successo di pubblico e rimase in scena per 398 repliche. Robert Drivas curava la regia e facevano parte del cast: Jack Weston (Gaetano), Rita Moreno (Googie), Jerry Stiller (Carmine Vespuci), F. Murray Abraham (Chris), Stephen Collins (Michael Brick) e George Dzundza (Abe). Rita Moreno vinse il Tony Award alla miglior attrice non protagonista in uno spettacolo per la sua performance nel ruolo di Googie Gomez.

## Adattamenti
Nel 1976 il regista Richard Lester diresse una riduzione cinematografica dal titolo Il vizietto americano (The Ritz). 